# Provinca Hermanas Mirabal
Hermanas Mirabal (španska izgovarjava: [erˈmanas miɾaˈβal], Sestre Mirabal) je provinca Dominikanske republike. Od province Espaillat se je odcepila leta 1952, njen prvotni naziv pa je bil Salcedo, kakor je ime tudi njenemu glavnem mestu. Preimenovana je bila 21. novembra 2007, včasih pa se še vedno uporablja tudi stari naziv.  S svojim imenom se poklanja sestram Mirabal, ki so lagodno meščansko življenje zamenjale za boj proti diktaturi Rafaela Trujilla. Sestre so bile doma v Salcedu, kjer so tudi pokopane. 
Provinca ima veliko obdelovalne zemlje, glavni proizvod tukajšnjega kmetijstva pa so banane.

## Občine in občinski okraji
Provinca je bila 20. junija 2006 razdeljena na naslednje občine in občinske okraje (D.M.-je):
- Salcedo
  - Jamao Afuera (D.M.)
- Tenares
  - Blanco (D.M.)
- Villa Tapia

Spodnja tabela prikazuje števila prebivalstev občin in občinskih okrajev iz popisa prebivalstva leta 2012. Mestno prebivalstvo vključuje prebivalce sedežev občin/občinskih okrajev, podeželsko prebivalstvo pa prebivalce okrožij (Secciones) in sosesk (Parajes) zunaj okrožij.
| Občina                    | Skupno prebivalstvo | Mestno prebivalstvo | Podeželsko prebivalstvo |
| ------------------------- | ------------------- | ------------------- | ----------------------- |
| Salcedo                   | 45,299              | 22,658              | 22,641                  |
| Tenares                   | 30,110              | 19,926              | 10,184                  |
| Villa Tapia               | 28,565              | 12,089              | 16,476                  |
| Provinca Hermanas Mirabal | 103,974             | 54,673              | 49,301                  |